# Константиновський район (Ростовська область)
Константи́новський райо́н (рос. Константиновский район) — район у центральній частині Ростовської області Російської Федерації. Адміністративний центр — місто Константиновськ.

## Географія

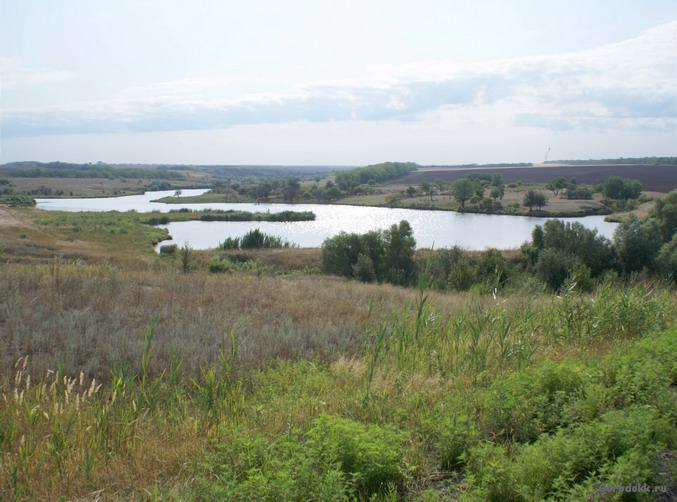
На хуторі Нижньожуравський

Район розташований у центральній частині області. На півночі межує із Тацинським районом, на північному сході — із Морозовським, на сході — із Цимлянським, на південному сході — із Волгодонським, на південному заході — із Семикаракорським, на заході — із Усть-Донецьким, на північному заході — із Білокалитвинським районом.

## Історія
Константиновський район був утворений 2 червня 1924 року. У 1929 році до нього був приєднаний ліквідований Семиракорський район, але 1935 року він був відновлений. 1937 року до району приєднана Старо-Кузнецовська сільрада Новочеркаського району. 1956 року до району був приєднаний ліквідований Ніколаєвський район, а 1963 — Раздорський район. 1965 року територія Раздорського приєднана до Усть-Донецького району.

## Населення
Населення району становить 32676 осіб (2013; 33159 в 2010).

## Адміністративний поділ
Район адміністративно поділяється на 1 міське та 6 сільських поселень, які об'єднують 1 місто та 42 сільських населених пункти:
| Поселення                        | Площа, км² | Населення, осіб (2010) | Центр           | Населені пункти |
| -------------------------------- | ---------- | ---------------------- | --------------- | --------------- |
| Авіловське сільське поселення    | -          | 805                    | Авілов          | 2               |
| Богоявленське сільське поселення | -          | 2078                   | Богоявленська   | 4               |
| Гапкінське сільське поселення    | -          | 1597                   | Гапкін          | 5               |
| Консантиновське міське поселення | -          | 20241                  | Константиновськ | 6               |
| Ніколаєвське сільське поселення  | -          | 4777                   | Ніколаєвська    | 7               |
| Почтовське сільське поселення    | -          | 2445                   | Почтовий        | 10              |
| Стичновське сільське поселення   | -          | 1216                   | Стичновський    | 9               |

### Найбільші населені пункти

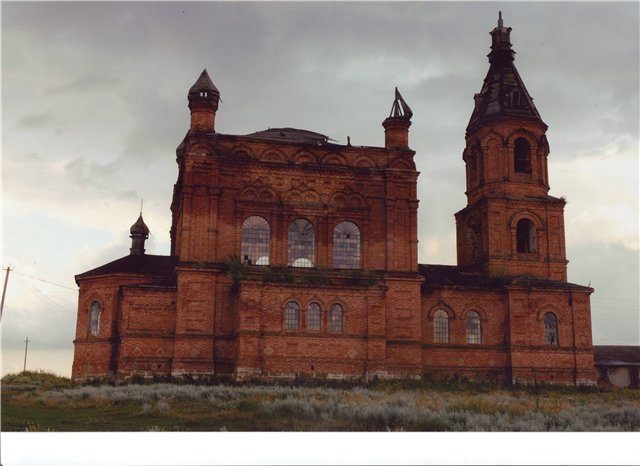
Храм на хуторі Нижньожуравський

| №  | Населений пункт  | Населення, осіб (2010) |
| -- | ---------------- | ---------------------- |
| 1  | Константиновськ  | 17 926                 |
| 2  | Ніколаєвська     | 3 218                  |
| 3  | Ведерніков       | 1 237                  |
| 4  | Гапкін           | 968                    |
| 5  | Богоявленська    | 901                    |
| 6  | Маріїнська       | 519                    |
| 7  | Хрящевський      | 497                    |
| 8  | Нижньожуравський | 491                    |
| 9  | Бєлянський       | 457                    |
| 10 | Почтовий         | 444                    |

## Економіка
Район є цілком сільськогосподарським, де розвинене вирощування зернових, технічний культур, виноградарство та тваринництво. Набула розвитку також і промисловість з переробки сільськогосподарської продукції.